# Paul-César Gariot
Paul-César Gariot, né le 23 novembre 1811 à Toulouse et mort le 26 décembre 1887 à Paris, est un artiste peintre français.

## Biographie
Paul-César Clément Gariot est le fils de Jean Baptiste Gariot et de Marie Raynaud.
Il étudie la peinture à l'Académie royale de Saint-Ferdinand de Madrid.
En 1856, il épouse Apollonie Marie Regnault.
Il meurt à son domicile de la rue de Babylone, à l'âge de 76 ans.